# Tofield
Tofield est une ville (town) située dans le comté de Beaver en Alberta au Canada. Elle se trouve à 68 km à l'est d'Edmonton, à l'intersection des autoroutes 14, 834 et 626[réf. nécessaire].

## Démographie
| 2001  | 2006  | 2011  | 2016  |
| ----- | ----- | ----- | ----- |
| 1 818 | 1 876 | 2 182 | 2 081 |